# مونیانو دی ناپولی
مونیانو دی ناپولی (به ایتالیایی: Mugnano di Napoli) یک منطقهٔ مسکونی در ایتالیا است که در استان ناپل واقع شده‌است.

## خصوصیات
مونیانو دی ناپولی ۵٫۲۷ کیلومترمربع مساحت و ۳۴٬۸۵۷ نفر جمعیت دارد و ۱۲۵ متر بالاتر از سطح دریا واقع شده‌است.